# Serhij Dranow
Serhij Hennadijowycz Dranow, ukr. Сергій Геннадійович Дранов (ur. 1 września 1977 w Sewastopolu) – ukraiński piłkarz, grający na pozycji napastnika, trener piłkarski.

## Kariera piłkarska

### Kariera klubowa
W 1993 rozpoczął karierę piłkarską w Czajce Sewastopol. W 1995 został zaproszony do Szachtara Donieck, w składzie którego 1 czerwca 1995 debiutował w Ukraińskiej Wyższej Lidze. W kwietniu 1998 został wypożyczony do Stali Ałczewsk, w sierpniu 1998 do SK Mikołajów, a w kwietniu 1999 do Dnipro Dniepropetrowsk. Latem 1999 został piłkarzem Metałurha Donieck. Na początku 2004 przeniósł się do Krywbasa Krzywy Róg, w którym w następnym roku zakończył karierę piłkarską.

### Kariera reprezentacyjna
Występował w juniorskiej i młodzieżowej reprezentacji Ukrainy.

## Kariera trenerska
Po zakończeniu kariery piłkarskiej rozpoczął pracę szkoleniową. W lipcu 2011 objął stanowisko głównego trenera drużyny rezerw Tawrii Symferopol.

## Sukcesy i odznaczenia

### Sukcesy klubowe
- wicemistrz Ukrainy: 1997, 1998, 1999
- brązowy medalista Mistrzostw Ukrainy: 2002, 2003
- zdobywca Pucharu Ukrainy: 1997